# Panamerikanische Spiele 2015/Leichtathletik – Speerwurf der Männer

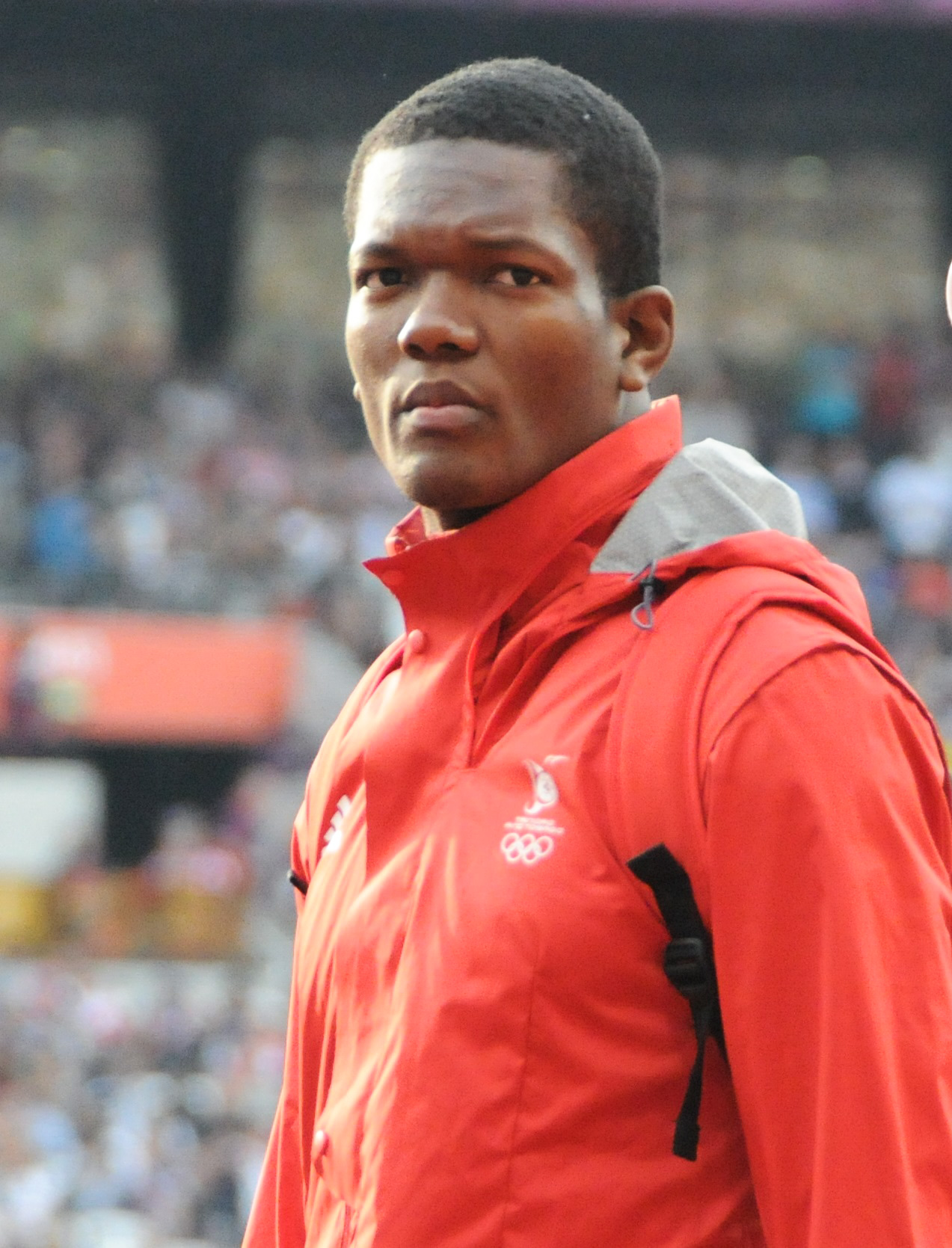
Der Sieger Keshorn Walcott (2012)

Der Speerwurf der Männer bei den Panamerikanischen Spielen 2015 fand am 24. Juli im CIBC Pan Am und Parapan Am Athletics Stadium in Toronto statt.
Zwölf Speerwerfer aus acht Ländern nahmen an dem Wettbewerb teil. Die Goldmedaille gewann Keshorn Walcott mit 83,27 m, Silber ging an Riley Dolezal mit 81,62 m und die Bronzemedaille gewann Júlio César de Oliveira mit 80,94 m.

## Rekorde
Vor dem Wettbewerb galten folgende Rekorde:
| Weltrekord        | Jan Železný        | 98,48 m | Jena, Deutschland                              | 25. Mai 1996     |
| Rekord der Spiele | Guillermo Martínez | 87,20 m | Panamerikanische Spiele in Guadelajara, Mexiko | 28. Oktober 2011 |

## Ergebnis
24. Juli 2015, 17:35 Uhr
| Platz | Athlet                  | Land                | 1. Versuch | 2. Versuch | 3. Versuch | 4. Versuch                                  | 5. Versuch                                  | 6. Versuch                                  | Weite (m) |
| ----- | ----------------------- | ------------------- | ---------- | ---------- | ---------- | ------------------------------------------- | ------------------------------------------- | ------------------------------------------- | --------- |
|       | Keshorn Walcott         | Trinidad und Tobago | 79,03      | 83,27      | x          | –                                           | –                                           | –                                           | 83,27     |
|       | Riley Dolezal           | Vereinigte Staaten  | 77,17      | 75,99      | 76,28      | 81,62                                       | 76,49                                       | 79,70                                       | 81,62 SB  |
|       | Júlio César de Oliveira | Brasilien           | 80,29      | 80,94      | x          | 80,21                                       | x                                           | x                                           | 80,94     |
| 4     | Braian Toledo           | Argentinien         | x          | 76,07      | 77,68      | 74,52                                       | 72,44                                       | 73,02                                       | 77,68     |
| 5     | Sean Furey              | Vereinigte Staaten  | 76,30      | 74,86      | 77,41      | x                                           | 74,68                                       | 77,41                                       | 77,41     |
| 6     | Dayron Márquez          | Kolumbien           | x          | 75,86      | 73,76      | x                                           | 71,32                                       | 72,93                                       | 75,86     |
| 7     | Evan Karakolis          | Kanada              | 72,16      | 75,09      | 73,64      | x                                           | –                                           | 69,13                                       | 75,09 PB  |
| 8     | Guillermo Martínez      | Kuba                | 70,99      | 69,90      | 74,79      | 72,45                                       | 71,39                                       | 72,57                                       | 74,79     |
| 9     | Osmany Laffita          | Kuba                | 69,15      | 74,50      | x          | nicht im Finale der besten acht Speerwerfer | nicht im Finale der besten acht Speerwerfer | nicht im Finale der besten acht Speerwerfer | 74,50     |
| 10    | Víctor Fatecha          | Paraguay            | 73,81      | x          | x          | nicht im Finale der besten acht Speerwerfer | nicht im Finale der besten acht Speerwerfer | nicht im Finale der besten acht Speerwerfer | 73,81     |
| 11    | Raymond Dykstra         | Kanada              | x          | 69,17      | 73,73      | nicht im Finale der besten acht Speerwerfer | nicht im Finale der besten acht Speerwerfer | nicht im Finale der besten acht Speerwerfer | 73,73     |
| 12    | Shakeil Waithe          | Trinidad und Tobago | x          | 70,85      | 73,21      | nicht im Finale der besten acht Speerwerfer | nicht im Finale der besten acht Speerwerfer | nicht im Finale der besten acht Speerwerfer | 73,21     |